# Cintakarya (Samarang)
Cintakarya is een bestuurslaag in het regentschap Garut van de provincie West-Java, Indonesië. Cintakarya telt 5528 inwoners (volkstelling 2010).